# Yves Delage
Marie Yves Delage, född 13 maj 1854 i Avignon, död 7 oktober 1920 i Sceaux, var en fransk zoolog.
Delage blev professor vid Paris universitet 1889. Han utgav värdefulla arbeten över evertebraternas embryologi och anatomi, såsom om blodkärlssystemet hos kräftdjuren, om utvecklingen av havssvampar och av rankfotingen Sacculina samt över på experimentell väg framkallad partenogenes hos sjöborreägget. 
Bland Delages skrifter märks L'hérédité et les grands problèmes de la biologie générale (2:a upplagan 1903) och tillsammans med Edgard Hérouard den ofullbordade handboken Traité de zoologie concrète (5 band, 1896–1903).